# Convento de Santa Úrsula (Valencia)
El convento de Santa Úrsula es un convento católico situado en el centro de la ciudad de Valencia, España.

## Historia
Se fundó en 1605 como convento de religiosas agustinas descalzas bajo la advocación de Santa Úrsula y que contaba con el patrocinio de San Juan de Ribera, Arzobispo de Valencia. La iglesia data del siglo XVII, concluida en 1645, y es el único elemento original subsistente del conjunto iglesia-convento. Durante la guerra civil española el edificio sirvió de checa. Tras ella, demolido el convento, fue reedificado en 1960 por el arquitecto valenciano Luis Gay Ramos y sus dependencias forman parte de la Universidad Católica de Valencia San Vicente Mártir.

## Características
La iglesia es de una única nave rectangular, con capillas entre los contrafuertes, cabecera recta cubierta con bóveda de cuarto de esfera y hastial sobre la fachada en la que se encuentra el único acceso a la iglesia, localizada a los pies de la nave.